# Sit on top
Il sit on top (letteralmente "seduto sopra") è un tipo di canoa, più precisamente di kayak, inventato alla fine del XX secolo. 
Esistono modelli per una o due persone (più un bambino). Può essere di tipo rigido (in polietilene, vetroresina, etc) oppure gonfiabile (in cloruro di polivinile). Si tratta di un tipo di canoa non eccessivamente costosa, adatta per brevi escursioni al mare o al lago.
Comune a tutti i modelli di sit on top è l'apertura sulle gambe, caratteristica che è introvabile sui  kayak olimpici. La presenza di gavoni stagni rende l'imbarcazione praticamente inaffondabile.